# 特別なスープ
『特別なスープ』（とくべつなスープ）は、 クマムシのオリジナル・アルバム。2015年12月16日発売。発売元はZEN MUSIC。

## 解説
2015年に発売されたシングル・配信曲を収録したアルバムでCD収録曲は過去シングルにおいて収録されていたものであるため、ベスト・アルバムと変わらない収録内容となっている。
本作は初回数量限定盤Aと初回数量限定盤Bのみで、両方合わせて9064（クマムシ）枚しか発売されていない。初回盤Aには、初商品化Music Videoなど収録DVDと、クマムシオリジナル"あったか"入浴料と直筆サイン入りカードが同梱され、初回盤Bには直筆サイン入りカードが封入されている。

## 収録曲

### CD
1. あったかいんだからぁ♪
2. シャンプー
3. Could you tell me...
4. なんだしっ!
5. あったかいんだからぁ♪ （スーパーキューティクル ver.）
6. あったかいんだからぁ♪ （盆踊りver.）
7. Attakaindakaraa♪ feat.カストロさとし

### DVD
- 初回盤Aのみ

1. あったかいんだからぁ♪
2. なんだしっ!
3. シャンプー
4. Could you tell me...
5. ネタ集 なんだし
6. ネタ集 シャンプー
7. ネタ集 Could you tell me?
8. ネタ集 右手と左手
9. ネタ集 山のごとし
10. ネタ集 保留音の歌
11. ネタ集 ジャンケンソング